# 史普尼克危機

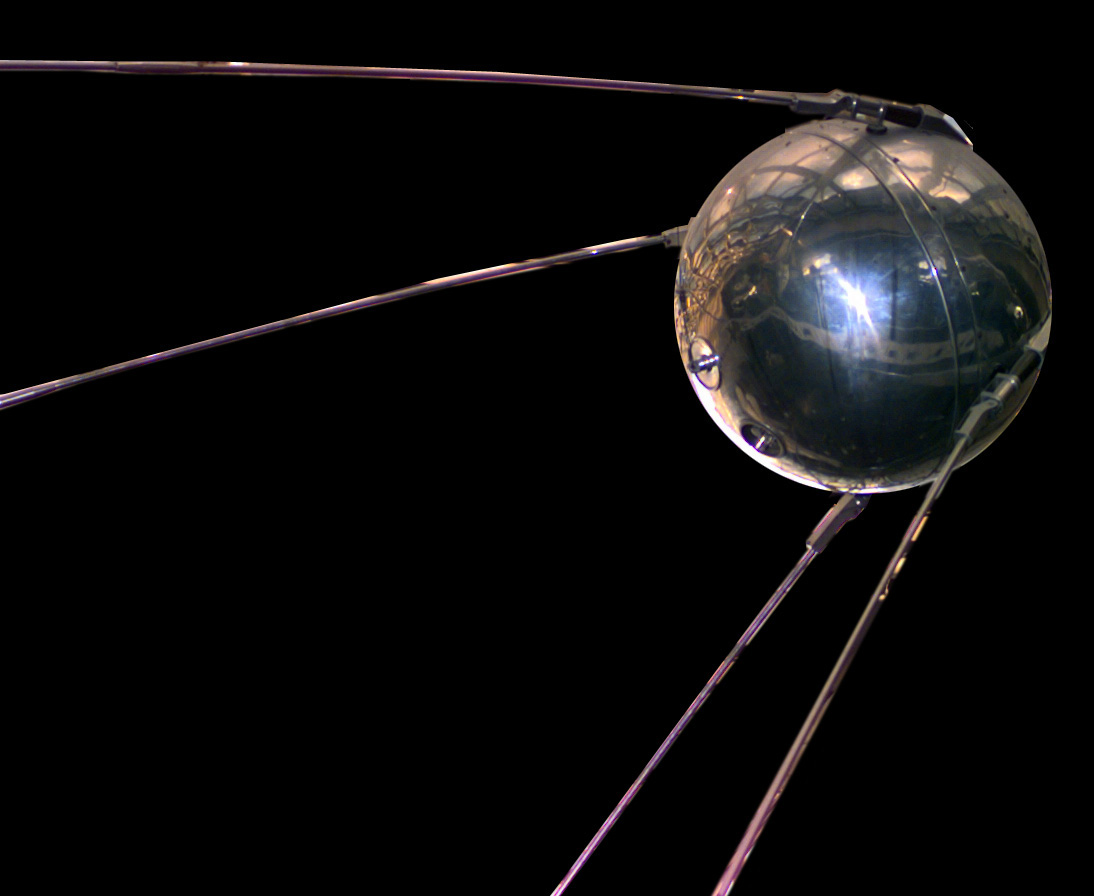
史普尼克1號的複製品

史普尼克危机（英語：Sputnik crisis），也称斯普特尼克时刻（Sputnik moment），指1957年10月4日蘇聯搶先美國成功發射史普尼克1號人造衛星，令西方世界陷入一段恐懼和焦慮的時期。這場危機是冷戰中的其中一個重大事件及轉捩點，當時美國一直認為自己在導彈和航太領域上站於領導地位，並曾經在史普尼克1號發射前嘗試過兩次試射人造衛星，但均告失敗。史普尼克1號發射的成功顯示了美蘇之間的技術差距，引發了美國宇航局的成立和兩個超級大國之間持續20多年的太空競賽。

## 背景
美國是1950年代初期主導世界的大國，在多項科技上都處於領先優勢。然而，美蘇兩國在教育差距快速收縮，1955年至1961年間蘇聯每年培訓的科學家人數已是美國的兩到三倍。史普尼克1號的發射和入軌成功表明蘇聯在技術上取得了實質性飛躍，也被美國視為對自身國家安全的嚴重威脅，這直接促使美國在研發、教育和國家安全上投入大量聯邦層面的投入。

## 發射
史普尼克1號於1957年10月4日於拜科努爾太空中心發射升空，安全帶在發射後116秒分離，核心發動機於295.4 秒關閉。發動機熄火後19.9秒與第二級分離，衛星被投放及啟動。史普尼克1號在軌道上運行了三個月，直到1958年1月4日，期間總共完成了1440個地球軌道的繞行。

## 美國反應
在世界上第一顆人造衛星史普尼克1號成功發射後五日，時任美國總統艾森豪威爾發表了講話，當被記者詢問對國家安全的影響時，艾森豪威爾說「衛星本身一點也沒有引起我的擔憂」。然而，在1958年艾森豪威爾便轉變態度，指蘇聯在太空科技的進步已經超過了美國，並指將可能會對美國構成直接的軍事威脅及領導地位。

## 影響
蘇聯成功將史普尼克1號發射代表了兩個優勢：(1)他們擁有將衛星送入軌道的能力，及(2)他們的洲際彈道導彈技術已被成功驗證，可以進行長距離的打擊，這对原先在地理上具有優勢、远离歐洲的美國構成直接威脅。這被視為美國國家安全的嚴重威脅，促使在在研發及教育上的大量投入，也代表了太空競賽的開始。
史普尼克危機在美國引發一連串事件：
- 在兩天內計算史普尼克1號的軌道。
- 1958年2月，美國政府認為他們需要一個具備研究和設計能力的高階防衛部門，遂成立高等研究計劃局，即後來的國防高等研究計劃署，或稱DARPA。
- 1958年7月29日，美國總統德怀特·艾森豪威尔正式批准成立國家航空暨太空總署和推動水星計劃，帶領美國進入太空競賽。
- 進行培育新一代工程師的教育計劃，過程中發展出新數學（New Math）的概念。
- 意外使科學界獲得大量研究資金。1959年，美國國會撥付1.34億美元給國家科學基金會，比前一年多了近1億美元。到了1968年，國家科學基金會的預算已經达到將近五億美元。
- 北極星彈道飛彈計劃
- 為了北極星計劃而開始專案管理的研究與發展，創造出現代專案管理的概念和標準的專案模型，即專案評估與審核技術（PERT）。
- 美國總統甘迺迪在1960年的總統選舉提出，要缩小导弹差距（英语：Missile gap），即部署1000枚民兵彈道飛彈，數量遠遠超過當時蘇聯擁有的彈道飛彈。